# Godefroi Ier de Namur
Pour les articles homonymes, voir Godefroi.
Godefroi Ier de Namur (né en 1068 et mort le 19 août 1139) est comte de Château-Porcien de 1087 à 1102, puis comte de Namur de 1105 à 1139. 

## Biographie
Godefroi est le fils d'Albert III, comte de Namur, et d'Ida de Saxe.
Il épouse vers 1087 la comtesse Sibylle de Château-Porcien, fille du comte Roger de Château-Porcien, dont : 
- Elisabeth, mariée à Gervais († 1124), comte de Rethel, puis à Clarembaud de Rosoy. Mais ce second mariage n'est pas certain, car des généalogies donnent pour épouse de Clarembaud de Rosoy une Elisabeth de Rethel, fille de Gervais de Rethel et d'Elisabeth de Namur (donc une génération plus loin) ; postérité ;
- Flandrine, mariée à Hugues d'Epinoy ou d'Antoing.

En 1102, il devient comte de Namur et en 1104 il répudia son épouse quand Sibylle était enceinte de son amant Enguerrand Ier de Coucy. Godefroi se remaria en 1109 avec Ermesinde de Luxembourg (1075 † 1143), veuve d'Albert Ier de Dabo-Moha († 1098), comte de Moha, d'Eguisheim et de Dabo, et fille de Conrad Ier, comte de Luxembourg, et de Clémence d'Aquitaine, avec laquelle il aura cinq enfants :
- Alix (1109 † 1168), mariée en 1130 à Baudouin IV (1110 † 1171), comte de Hainaut ;
- Clémence (v. 1112 † 1158), mariée en 1130 à Conrad Ier († 1158) duc de Zaehringen ;
- Henri (1113 † 1196), comte de Namur et de Luxembourg ;
- Béatrice (v. 1115 † 1160), mariée à Ithier († 1171), comte de Rethel ;
- Albert († 1127), cité, en même temps que son frère Henri, dans une charte du 7 janvier 1126 (Barbier, Histoire de l'abbaye de Floreffe, tome II, p. 4).

Durant sa vie, Godefroi est un fidèle partisan de l'empereur en Basse-Lotharingie. En 1119, il soutient son frère Frédéric, évêque de Liège contre Alexandre de Juliers qui brigue également le siège épiscopal. Le comte de Louvain, partisan d'Alexandre, est battu à Huy, mais la Brabançon ravagent le comté de Namur et l'évêché de Liège en se retirant. 
En 1121 Godefroi fonde l'abbaye de Floreffe, mais il a des démêlés avec les autorités religieuses, spoliant l'abbaye de Stavelot de ses terres de Tourinne en Hesbaye. Il ravage également l'abbaye de Gembloux, à la suite d'un litige concernant l'élection de l'abbé en 1136 et massacre les moines. Trois ans plus tard, il renonce au comté en faveur de son fils, et se retira dans le monastère de Florette. Il y mourut au bout de quelques mois.

## Sources
- Gottfried, Graf von Namur + 1139.
- Eugène de Seyn, Dictionnaire de l'histoire de Belgique, Soledi SA, Liège, 1958, 482 pages.